# Spring Grove, Illinois
Spring Grove är en ort (village) i McHenry County, i delstaten Illinois, USA. Enligt United States Census Bureau har orten en folkmängd på 5 782 invånare (2011) och en landarea på 22,5 km².